# Afrikaans kampioenschap voetbal onder 17 - 2017
Het Afrikaans kampioenschap voetbal onder 17 van 2017 was de 17e editie van het Afrikaans kampioenschap voetbal onder 17, een CAF-toernooi voor nationale ploegen van spelers onder de 17 jaar. Er namen acht landen deel aan dit toernooi dat van 14 mei tot en met 28 mei 2017 in Gabon werd gespeeld. Mali werd winnaar van het toernooi. In de finale werd Ghana met 1–0 verslagen. Guinee werd derde.
Dit toernooi dient tevens als kwalificatietoernooi voor het wereldkampioenschap voetbal onder 17 van 2017, dat van 6 oktober tot en met 28 oktober 2017 in India wordt gespeeld. De vier beste landen van dit toernooi plaatsen zich, dat zijn Mali, Ghana, Guinee en Niger.

## Kwalificatie
| Team             | Aantal deelnames |
| ---------------- | ---------------- |
| Gabon (gastland) | 3e               |
| Tanzania         | 1e               |
| Ghana            | 7e               |
| Guinee           | 6e               |
| Niger            | 2e               |
| Kameroen         | 6e               |
| Mali             | 8e               |
| Angola           | 3e               |

## Stadions
| Libreville           | · Libreville Port-Gentil |
| Stade de l’Amitié    | · Libreville Port-Gentil |
| Capaciteit: 40.000   | · Libreville Port-Gentil |
| Port-Gentil          | · Libreville Port-Gentil |
| Stade de Port-Gentil | · Libreville Port-Gentil |
| Capaciteit: 40.000   | · Libreville Port-Gentil |

## Groepsfase

### Groep A
| Pos. | Land     | GW | W | G | V | DV | DT | +/− | Ptn. |
| ---- | -------- | -- | - | - | - | -- | -- | --- | ---- |
| 1    | Ghana    | 3  | 2 | 1 | 0 | 9  | 0  | +9  | 7    |
| 2    | Guinee   | 3  | 1 | 2 | 0 | 6  | 2  | +4  | 5    |
| 3    | Kameroen | 3  | 1 | 1 | 1 | 2  | 5  | –3  | 4    |
| 4    | Gabon    | 3  | 0 | 0 | 3 | 1  | 11 | –10 | 0    |

|                   |             |     |                                            |                                                                               |
| 14 mei 2017 15:30 | Gabon       | 1–5 | Guinee                                     | Stade de Port-Gentil, Port-Gentil Scheidsrechter: Davies Ogenche Omweno (KEN) |
| 14 mei 2017 15:30 | Moubeti 70' |     | Touré 7', 38', 69' Bah 30' A. Camara 45+1' | Stade de Port-Gentil, Port-Gentil Scheidsrechter: Davies Ogenche Omweno (KEN) |

|                   |          |                                |       |                                                                             |
| 14 mei 2017 18:30 | Kameroen | 0–4                            | Ghana | Stade de Port-Gentil, Port-Gentil Scheidsrechter: Mohamed Maarouf Eid (EGY) |
| 14 mei 2017 18:30 |          | Ayiah 25', 64' Sulley 32', 34' |       | Stade de Port-Gentil, Port-Gentil Scheidsrechter: Mohamed Maarouf Eid (EGY) |

|                   |           |     |          |                                                                         |
| 17 mei 2017 15:30 | Guinee    | 1–1 | Kameroen | Stade de Port-Gentil, Port-Gentil Scheidsrechter: Maguette Ndiaye (SEN) |
| 17 mei 2017 15:30 | Touré 22' |     | Zobo 68' | Stade de Port-Gentil, Port-Gentil Scheidsrechter: Maguette Ndiaye (SEN) |

|                   |                                        |     |       |                                                                                   |
| 17 mei 2017 18:30 | Ghana                                  | 5–0 | Gabon | Stade de Port-Gentil, Port-Gentil Scheidsrechter: Pacifique Ndabihawenimana (BDI) |
| 17 mei 2017 18:30 | Ayiah 30', 57' Toku 34', 67' Arhin 76' |     |       | Stade de Port-Gentil, Port-Gentil Scheidsrechter: Pacifique Ndabihawenimana (BDI) |

|                   |       |          |          |                                                                          |
| 20 mei 2017 18:30 | Gabon | 0–1      | Kameroen | Stade de Port-Gentil, Port-Gentil Scheidsrechter: Mustapha Ghorbal (ALG) |
| 20 mei 2017 18:30 |       | Zobo 20' |          | Stade de Port-Gentil, Port-Gentil Scheidsrechter: Mustapha Ghorbal (ALG) |

|                   |        |     |       |                                                                                        |
| 20 mei 2017 18:30 | Guinee | 0–0 | Ghana | Stade de l'Amitié Sino-Gabonaise, Libreville Scheidsrechter: Hamada Nampiandraza (MAD) |
| 20 mei 2017 18:30 |        |     |       | Stade de l'Amitié Sino-Gabonaise, Libreville Scheidsrechter: Hamada Nampiandraza (MAD) |

### Groep B
| Pos. | Land     | GW | W | G | V | DV | DT | +/− | Ptn. |
| ---- | -------- | -- | - | - | - | -- | -- | --- | ---- |
| 1    | Mali     | 3  | 2 | 1 | 0 | 8  | 2  | +6  | 7    |
| 2    | Niger    | 3  | 1 | 1 | 1 | 4  | 4  | 0   | 4    |
| 3    | Tanzania | 3  | 1 | 1 | 1 | 2  | 2  | 0   | 4    |
| 4    | Angola   | 3  | 0 | 1 | 2 | 4  | 10 | –6  | 1    |

|                   |      |     |          |                                                                                          |
| 15 mei 2017 15:30 | Mali | 0–0 | Tanzania | Stade de l'Amitié Sino-Gabonaise, Libreville Scheidsrechter: Ferdinand Udoh Aniete (NGR) |
| 15 mei 2017 15:30 |      |     |          | Stade de l'Amitié Sino-Gabonaise, Libreville Scheidsrechter: Ferdinand Udoh Aniete (NGR) |

|                   |                            |     |                       |                                                                                            |
| 15 mei 2017 18:30 | Angola                     | 2–2 | Niger                 | Stade de l'Amitié Sino-Gabonaise, Libreville Scheidsrechter: Mihindou Mbina Gauthier (GAB) |
| 15 mei 2017 18:30 | Melo 68' Gelson 84' (pen.) |     | Sanda 29' (pen.), 42' | Stade de l'Amitié Sino-Gabonaise, Libreville Scheidsrechter: Mihindou Mbina Gauthier (GAB) |

|                   |                        |     |           |                                                                                   |
| 18 mei 2017 15:30 | Tanzania               | 2–1 | Angola    | Stade de l'Amitié Sino-Gabonaise, Libreville Scheidsrechter: Abou Coulibaly (CIV) |
| 18 mei 2017 15:30 | Naftal 6' Suleiman 70' |     | Tombé 18' | Stade de l'Amitié Sino-Gabonaise, Libreville Scheidsrechter: Abou Coulibaly (CIV) |

|                   |             |     |                        |                                                                                              |
| 18 mei 2017 18:30 | Niger       | 1–2 | Mali                   | Stade de l'Amitié Sino-Gabonaise, Libreville Scheidsrechter: Jean-Jacques Ndala Ngambo (COD) |
| 18 mei 2017 18:30 | Habibou 35' |     | Dramé 6' M. Camara 44' | Stade de l'Amitié Sino-Gabonaise, Libreville Scheidsrechter: Jean-Jacques Ndala Ngambo (COD) |

|                   |                                                       |     |          |                                                                                        |
| 21 mei 2017 18:30 | Mali                                                  | 6–1 | Angola   | Stade de l'Amitié Sino-Gabonaise, Libreville Scheidsrechter: Hassan Mohamed Hagi (SOM) |
| 21 mei 2017 18:30 | S. Camara 2' Dramé 14', 72' N'Diaye 39', 70' Kané 81' |     | Melo 83' | Stade de l'Amitié Sino-Gabonaise, Libreville Scheidsrechter: Hassan Mohamed Hagi (SOM) |

|                   |          |           |       |                                                                               |
| 21 mei 2017 18:30 | Tanzania | 0–1       | Niger | Stade de Port-Gentil, Port-Gentil Scheidsrechter: Daniel Nii Ayi Laryea (GHA) |
| 21 mei 2017 18:30 |          | Marou 42' |       | Stade de Port-Gentil, Port-Gentil Scheidsrechter: Daniel Nii Ayi Laryea (GHA) |

## Knock-outfase
|  | Halve finale         | Halve finale        |   |                     | Finale              | Finale |
|  |                      |                     |   |                     |                     |        |
|  | 24 mei – Port-Gentil |                     |   |                     |                     |        |
|  | Ghana                | 0 (6)               |   |                     |                     |        |
|  | Niger                | 0 (5)               |   |                     |                     |        |
|  |                      |                     |   |                     |                     |        |
|  |                      |                     |   |                     | 28 mei – Libreville |        |
|  |                      |                     |   |                     | Ghana               | 0      |
|  |                      | Mali                | 1 |                     |                     |        |
|  |                      |                     |   |                     |                     |        |
|  |                      |                     |   |                     | Derde plaats        |        |
|  | 24 mei – Libreville  | 24 mei – Libreville |   | 28 mei – Libreville | 28 mei – Libreville |        |
|  | Mali                 | 0 (2)               |   | Niger               | 1                   |        |
|  | Guinee               | 0 (0)               |   |                     | Guinee              | 3      |

### Halve finale
|                   |                                              |     |                                                   |                                                                          |
| 24 mei 2017 15:30 | Ghana                                        | 0–0 | Niger                                             | Stade de Port-Gentil, Port-Gentil Scheidsrechter: Mustapha Ghorbal (ALG) |
| 24 mei 2017 15:30 |                                              |     |                                                   | Stade de Port-Gentil, Port-Gentil Scheidsrechter: Mustapha Ghorbal (ALG) |
| 24 mei 2017 15:30 | Strafschoppen                                |     |                                                   | Stade de Port-Gentil, Port-Gentil Scheidsrechter: Mustapha Ghorbal (ALG) |
| 24 mei 2017 15:30 | Owusu Acquah Iddriss Ayiah Osman Sulley Toku | 6–5 | Habibou Ajina Massamba Magagi Namata Souley Mossi | Stade de Port-Gentil, Port-Gentil Scheidsrechter: Mustapha Ghorbal (ALG) |

|                   |                        |     |                                 |                                                                                          |
| 24 mei 2017 18:30 | Mali                   | 0–0 | Guinee                          | Stade de l'Amitié Sino-Gabonaise, Libreville Scheidsrechter: Davies Ogenche Omweno (KEN) |
| 24 mei 2017 18:30 |                        |     |                                 | Stade de l'Amitié Sino-Gabonaise, Libreville Scheidsrechter: Davies Ogenche Omweno (KEN) |
| 24 mei 2017 18:30 | Strafschoppen          |     |                                 | Stade de l'Amitié Sino-Gabonaise, Libreville Scheidsrechter: Davies Ogenche Omweno (KEN) |
| 24 mei 2017 18:30 | Dramé M. Camara Konaté | 2–0 | I. Soumah Conté F. Soumah Touré | Stade de l'Amitié Sino-Gabonaise, Libreville Scheidsrechter: Davies Ogenche Omweno (KEN) |

### Troostfinale
|                   |           |     |                        |                                                                                            |
| 28 mei 2017 15:30 | Niger     | 1–3 | Guinee                 | Stade de l'Amitié Sino-Gabonaise, Libreville Scheidsrechter: Mihindou Mbina Gauthier (GAB) |
| 28 mei 2017 15:30 | Marou 66' |     | Touré 55', 75' Bah 73' | Stade de l'Amitié Sino-Gabonaise, Libreville Scheidsrechter: Mihindou Mbina Gauthier (GAB) |

### Finale
|                   |       |            |      |                                                                                        |
| 28 mei 2017 18:30 | Ghana | 0–1        | Mali | Stade de l'Amitié Sino-Gabonaise, Libreville Scheidsrechter: Hamada Nampiandraza (MAD) |
| 28 mei 2017 18:30 |       | Samaké 22' |      | Stade de l'Amitié Sino-Gabonaise, Libreville Scheidsrechter: Hamada Nampiandraza (MAD) |